# مروان حسين
مروان حسين (مواليد 26 يناير 1992)، لاعب كرة قدم عراقي، بمركز الهجوم وقد لمع نجمه في أول مشاركاته الدولية حينما سجل أربعة اهداف وقاد المنتخب العراقي الأولمبي للفوز بالبطولة الآسيوية الأولى للمنتخبات دون 22 سنة التي نظمتها سلطنة عمان في شهر يناير 2014 وقد كان قريبا من الحصول على لقب هداف البطولة. وكان عندها يلعب بنادي الزوراء وقد انتقل في صيف 2014 لنادي الشرطة العراقي ثم انتقل لنادي الخليج السعودي في صيف 2015 وقد اصيب وتم فسخ عقده بالتراضي وعاد لتمثيل نادي الشرطة في فترة الانتقالات الشتوية. اتفق في صيف 2017 مع نادي سباهان الإيراني لتمثيل الفريق لموسمين.

## روابط خارجية
- مروان حسين على موقع ناشيونال فوتبول تيمز (الإنجليزية)
- مروان حسين على موقع Soccerway.com (الإنجليزية)